# Hrabstwo Columbia (Nowy Jork)
Columbia – hrabstwo (ang. county) w stanie  Nowy Jork w USA. Populacja wynosi 63 094 mieszkańców (stan według spisu z 2000 r.).
Powierzchnia hrabstwa wynosi 1679 km². Gęstość zaludnienia wynosi 38 osób/km².

## Miasta
- Ancram
- Austerlitz
- Canaan
- Chatham
- Claverack
- Clermont
- Copake
- Gallatin
- Germantown
- Ghent
- Greenport
- Hillsdale
- Hudson
- Kinderhook
- Livingston
- New Lebanon
- Stockport
- Stuyvesant
- Taghkanic

## Wsie
- Chatham
- Kinderhook
- Philmont
- Valatie

## CDP
- Claverack-Red Mills
- Copake Lake
- Germantown
- Ghent
- Lorenz Park
- Niverville
- Stottville
- Taconic Shores